# Misha Collins
Misha Collins, född Dmitri Tippens Krushnic den 20 augusti 1974 i Boston i Massachusetts, är en amerikansk skådespelare mest känd för sin roll som ängeln Castiel i TV-serien Supernatural. Han har även förekommit i Nip/Tuck och science fiction-filmen Stonehenge Apocalypse.

## Biografi
Collins föddes i Boston i Massachusetts. Medan han studerade på University of Chicago åkte han till Tibet och Nepal, där han tillbringade tid i ett buddhistiskt munkkloster. Innan han började med skådespeleri praktiserade han fyra månader i Vita huset vid Clinton-administrationen. Han är även publicerad poet, han har skrivit bland annat "Baby Pants" och "Old Bones".
Den 6 oktober 2001 gifte han sig med Victoria Vantoch, som varit hans flickvän sedan high school. De har två barn tillsammans, en son född 2010 och en dotter född 2012.[källa behövs]

## Filmografi
| År        | Titel                            | Roll                                                      | Övrigt                                        |
| --------- | -------------------------------- | --------------------------------------------------------- | --------------------------------------------- |
| 1998      | Legacy                           | Andrew                                                    | Avsnitt "The Big Fix"                         |
| 1999      | Liberty Heights                  | Guy                                                       | Ej i rollista                                 |
| 1999      | Stulna år                        | Tony                                                      |                                               |
| 1999      | Förhäxad                         | Eric Bragg                                                | Avsnitt "They're Everywhere"                  |
| 2000      | På spaning i New York            | Blake DeWitt                                              | Avsnitt "Welcome to New York"                 |
| 2001      | Seven Days                       | Sergei Chubais                                            | Avsnitt "Born in the USSR"                    |
| 2002      | 24                               | Alexis Drazen                                             | 7 avsnitt                                     |
| 2002      | Par 6                            | Al Hegelman                                               |                                               |
| 2003      | Moving Alan                      | Tony Derrick                                              |                                               |
| 2003      | Finding Home                     | Dave                                                      |                                               |
| 2004      | The Crux                         | Mannen som hänger från repet                              | Kortfilm                                      |
| 2004      | CSI: Crime Scene Investigation   | Vlad                                                      | Avsnitt "Nesting Dolls"                       |
| 2005      | 20 Things to Do Before You're 30 | Okänd                                                     | TV-film                                       |
| 2005–2006 | Cityakuten                       | Bret                                                      | 3 avsnitt                                     |
| 2006      | NCIS                             | Justin Ferris                                             | Avsnitt "Singled Out"                         |
| 2006      | Monk                             | Michael Karapov                                           | Avsnitt "Mr. Monk and the Captain's Marriage" |
| 2006      | Close to Home                    | Todd Monroe                                               | Avsnitt "There's Something About Martha"      |
| 2006      | Karla                            | Paul Bernardo                                             |                                               |
| 2007      | Brottskod: Försvunnen            | Chester Lake                                              | Avsnitt "Run"                                 |
| 2007      | CSI: New York                    | Morton Brite                                              | Avsnitt "Can You Hear Me Now?"                |
| 2007      | Reinventing the Wheelers         | Joey Wheeler                                              | TV-film                                       |
| 2008      | Over Her Dead Body               | Brian                                                     |                                               |
| 2008      | The Grift                        | Buster                                                    |                                               |
| 2008      | Loot                             |                                                           | Biträdande producent                          |
| 2008–2020 | Supernatural                     | Castiel; Jimmy Novak, Gud, Leviathan, Emmanuel, sig själv | Från säsong 4.                                |
| 2009      | Nip/Tuck                         | Manny Skerritt                                            | Avsnitt "Manny Skerritt"                      |
| 2009      | Stonehenge Apocalypse            | Jacob                                                     | TV-film                                       |
| 2011      | Divine: The Series               | Fader Christopher                                         | Webserie. Även producent.                     |
| 2012      | Ringer                           | Dylan Morrison                                            | Avsnitt "Whores Don't Make That Much"         |

2016 || Timeless || Elliot ness||